# Hélène Frankowska
Hélène Frankowska (também Halina Frankowska; Polônia) é uma matemática polonesa e francesa, conhecida por seu trabalho em teoria de controle e função multivalorada. É diretora de pesquisas do Centre national de la recherche scientifique (CNRS) e trabalha na Universidade Pierre e Marie Curie.

## Formação
Frankowska completou seus estudos de graduação em 1979 na Universidade de Varsóvia. Após um anos de estudos na Scuola Internazionale Superiore di Studi Avanzati em Trieste, completou um doutorado em matemática em 1983 na Universidade Paris-Dauphine Sua tese, orientada conjuntamente Czesław Olech e Jean-Pierre Aubin, intitulada Nonsmooth Analysis and its Applications to Viability and Control.

## Obras
- com Aubin, Set-Valued Analysis (Birkhäuser, 1990, reprinted 2009).[3]

Foi palestrante convidada do Congresso Internacional de Matemáticos em Hyderabad (2010) na seção sobre control theory and optimization.